# Józef Orkisz
Józef Orkisz (ur. 5 maja 1794 we Lwowie, zm. 2 stycznia 1879 w Rawie Mazowieckiej) – polski lekarz, uczestnik powstania listopadowego.

## Życiorys
Urodził się 5 maja 1794 we Lwowie w rodzinie Józefa konsyliarza sądów lwowskich i jego żony Tekli Nowakowskiej. Ukończył studia na Uniwersytecie Franciszkańskim we Lwowie oraz na Królewskim Uniwersytecie Warszawskim. W latach 1824–26 przebywał za granicą i zdobywał wiedzę w klinikach Wiednia, Pragi, Wrocławia, Lipska, Jeny, Bonn i Halle. Po powrocie w styczniu 1826 został zatrudniony w wojskowej służbie zdrowia, służył w 6 Pułk Piechoty Liniowej jako lekarz batalionowy.
Brał udział w powstaniu listopadowym jako lekarz kierujący szpitalem huzarów następnie organizator lazaretu w koszarach ułańskich i na koniec założyciel szpitala na 800 miejsc w Łazienkach, gdzie piastował stanowisko lekarza naczelnego. W 1833 został zwolniony z wojska. Do końca życia prowadził praktykę lekarską w Rawie Mazowieckiej.
Pisał i publikował w "Bibliotece Warszawskiej", "Pamiętniku Towarzystwa Lekarskiego Warszawskiego”, "Tygodniku Lekarskim" oraz osobno.

## Publikacje
- "Nowy poradnik lekarski dla osób wszelkiego stanu" Warszawa 1833–5 tomy I–II,
- "Dławiec czyli tak zwany krup" Warszawa 1842,
- "Zdroje lekarskie w Salzbrunn i Szczawnicy" Warszawa 1862,
- "Mleko, serwatkę i żentycę pod względem lekarskim… opisał…" Warszawa 1862,
- "Gorączka tyfus czem jest i jak ją leczyć" Warszawa 1875,
- "Koklusz. Naturę jego i sposób leczenia opisał…" Warszawa 1875,
- "Wścieklizna pod względem historycznym, policyjnym i lekarskim" Warszawa 1877,
- "Biegunka krwawa, czyli dysenterya" Warszawa 1879.

Należał do Towarzystwa Lekarskiego Warszawskiego oraz był członkiem korespondentem Towarzystwa Lekarskiego Wileńskiego jak również  towarzystw lekarskich w Krakowie, Kijowie, Wiedniu i Padwie.
Żonaty był z Anielą Sokołowską, nie mieli dzieci i majątek swój po śmierci żony przeznaczył na stypendia dla kształcącej się młodzieży akademickiej wyznania rzymskokatolickiego z Rawy i okolic. Zmarł 2 stycznia 1879 w Rawie Mazowieckiej i tam został pochowany.